# Richmond Trophy 1951
Il Richmond Trophy 1951 è stata una gara extra-campionato di Formula 1 tenutasi il 26 marzo 1951 sul Circuito di Goodwood, a Goodwood, in Gran Bretagna. La gara è stata vinta da Prince Bira su Maserati 4CLT/48.

## Gara

### Risultati
| Pos | Nr | Pilota             | Vettura                        | Giri | Tempo/Ritiro |
| --- | -- | ------------------ | ------------------------------ | ---- | ------------ |
| 1   | 20 | Prince Bira        | Maserati 4CLT/48               | 12   | 19'44.0      |
| 2   | 27 | Brian Shawe-Taylor | ERA Tipo B                     | 12   | + 17.2       |
| 3   | 28 | Duncan Hamilton    | ERA Tipo B                     | 12   | + 25.4       |
| 4   | 30 | Johnny Claes       | Talbot-Lago T26C               | 12   | + 29.4       |
| 5   | 1  | Stirling Moss      | Hersham and Walton Motors-Alta | 12   | + 50.0       |
| 6   | 26 | Graham Whitehead   | ERA Tipo B                     | 12   | + 1'18.6     |
| 7   | 2  | Lance Macklin      | Hersham and Walton Motors-Alta | 12   | + 1'19.4     |
| Rit | 21 | Reg Parnell        | Maserati 4CLT/48               | 5    | Motore       |
| Rit | 24 | Bob Gerard         | ERA Tipo B                     | 2    | Guasto       |
| Rit | 35 | David Murray       | Maserati 4CLT/48               | 0    | ?            |
| NP  | 25 | Fred Ashmore       | ERA Tipo B                     | -    | Guasto       |